# 鸟岛 (青海省)
鸟岛地处中华人民共和国青海省青海湖的西北部，长约500米，宽约150米，栖息着十万余只各类候鸟，称誉为“鸟的世界，鸟的王国”。
距入湖第一大河布哈河三角洲不远的地方，有两座大小不一、形状各异的鸟屿，一东一西，左右对峙，傍依在湖边。远远望去，这两个鸟屿就象一对相依为命的孪生姊妹，在湖畔相向而立，翘首遥望着远方。这两座美丽的小岛，就是举世闻名的鸟岛。
它们真实的名字，西边的小岛叫海西山，又叫小西山，也叫蛋岛；东边的大岛叫海西波。海西山形似驼峰，面积原来只有0.11平方公里，现在随着湖水下降有所扩大，岛顶高出湖面7.6米。岛上鸟类数量最多，约有八九万只。这里是斑头雁、鱼鸥、棕颈鸥的世袭领地。每年春天，斑头雁、鱼鸥、棕颈鸥等一起来到这里，在岛上各占一方，筑巢垒窝，全岛布满鸟巢。
秋天，它们又携儿带女飞回南方.到了产卵季节，岛上的鸟蛋一窝连一窝，密密麻麻数也数不清，
所以，人们又把这里称为蛋岛，平时所说的鸟岛也主要是指这里。

## 交通
在鸟岛观光，交通方便，从西宁出发乘汽车沿青海湖南线经湟源县和日月山到黑马河镇往北64公里即抵鸟岛，沿青海湖北线，乘汽车经湟源县、海晏县到刚察县，再往西40公里也可到达鸟岛。